# Genocidio de pueblos indígenas en Estados Unidos
Los genocidios de pueblos indígenas en Estados Unidos se refieren a la destrucción sistemática, a lo largo de siglos, de pueblos, territorios y culturas indígenas en lo que hoy se conoce como los Estados Unidos de América. La destrucción de la población de indígenas estadounidenses, su cultura y sus lenguajes ha sido caracterizada como una forma de genocidio. Continúan los debates sobre si todo el proceso, o períodos específicos y sucesos locales, cumplen con la definición legal de genocidio. Raphael Lemkin, quien acuñó el término «genocidio», consideró el desplazamiento colonial de los nativos americanos por colonos ingleses y más tarde británicos como un ejemplo histórico de genocidio.
Los historiadores han debatido durante mucho tiempo sobre la población precolombina de América. En 2023, el historiador Ned Blackhawk sugirió que la población de América del Norte se había reducido a la mitad entre 1492 y 1776, de unos 8 millones de personas a menos de 4 millones.  Russell Thornton estimó que en 1800, unos 600.000 nativos americanos vivían en las regiones que se convertirían en los Estados Unidos modernos y disminuyeron a unos 250.000 en 1890 antes de recuperarse.
La disminución de la población entre los nativos estadounidenses en el siglo XIX se puede atribuir a varios factores, incluidas enfermedades euroasiáticas como la influenza, las plagas neumónicas, el cólera y la viruela. Además, los conflictos, las masacres, los traslados forzosos, la esclavitud, el encarcelamiento y la guerra con los colonos europeos contribuyeron a la reducción de la población y a la alteración de las sociedades tradicionales. El historiador Jeffrey Ostler enfatiza la importancia de considerar las Guerras Indias, campañas del ejército estadounidense para someter a las naciones nativas estadounidenses en el oeste estadounidense a partir de la década de 1860, como genocidio. Los académicos se refieren cada vez más a estos eventos como masacres o «masacres genocidas», definidas como la aniquilación de una parte de un grupo más grande, a veces con la intención de enviar un mensaje al grupo más grande. El historiador Gary Clayton Anderson sostiene por su parte que «genocidio» no caracteriza con precisión ningún aspecto de la historia estadounidense, sugiriendo, en cambio, que «limpieza étnica» es un término más apropiado.

## Contexto histórico

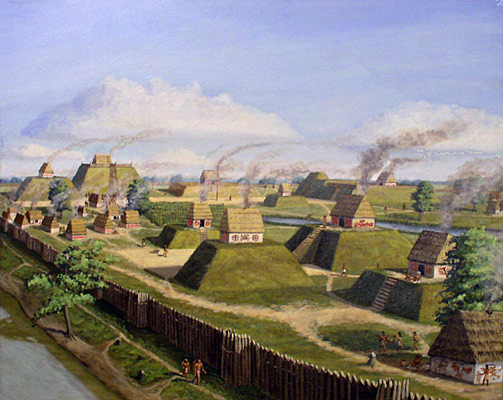
Representación artística del sitio Kincaid en el condado de Massac, Illinois, c. 1050 al 1400 d. C.

Las estimaciones de población para el territorio estadounidense precolombino generalmente oscilan entre 1 y 5 millones de personas. Las culturas prominentes en el período histórico anterior a la colonización incluyeron: la Adena, Old Copper, Oasisamerica, Woodland, Fort Ancient, la tradición Hopewell y las culturas del Mississippi.
En la clasificación de la arqueología de América, la etapa posclásica es un término aplicado a algunas culturas precolombinas, terminando típicamente con el contacto local con los europeos. Esta etapa es la quinta de cinco etapas arqueológicas propuestas por el libro Method and Theory in American Archaeology de Gordon Willey y Philip Phillips de 1958. En la cronología norteamericana, la «etapa posclásica» siguió a la etapa clásica en ciertas áreas y típicamente data desde alrededor del 1200 d. C. hasta los tiempos modernos.
La cultura del Mississippi era una civilización nativa americana que construía montículos y que los arqueólogos datan de aproximadamente 800 d. C. a 1600 d. C., variando según la región. Estaba compuesto por una serie de asentamientos urbanos y aldeas satélites (suburbios) unidos entre sí por una red comercial flexible, siendo la ciudad más grande Cahokia, que se cree que es un importante centro religioso. La civilización floreció en lo que hoy es el Medio Oeste, el Este y el Sudeste de los Estados Unidos.
Se urbanizaron numerosas sociedades precolombinas, como los pueblos Pueblo, Mandan e Hidatsa. La Liga de Naciones Iroquesas o «Gente de la Casa larga» era una sociedad democrática políticamente compleja, que algunos historiadores creen que ha influido en la Constitución de los Estados Unidos, con el Senado aprobando una resolución a este efecto en 1988. Otros historiadores han cuestionado esta interpretación y creen que el impacto fue mínimo o no existió, señalando numerosas diferencias entre los dos sistemas y los amplios precedentes de la constitución en el pensamiento político europeo.

## Masacres coloniales

### Intento de exterminio de los Pequot
La guerra concluyó con la derrota decisiva de los pequot. Las colonias de Connecticut y Massachusetts ofrecieron recompensas por las cabezas de los indígenas hostiles asesinados, y más tarde sólo por sus cueros cabelludos, durante la Guerra Pequot en la década de 1630; Connecticut reembolsó específicamente a los mohegan por matar a los pequot en 1637. Al final, unos 700 pequots habían sido asesinados o llevados en cautiverio.
Los colonos ingleses impusieron un tratado severamente punitivo a los cerca de 2.500 pequot que sobrevivieron a la guerra; el Tratado de Hartford de 1638 buscó erradicar la identidad cultural pequot (con términos que prohibían a los pequot regresar a sus tierras, hablar su lengua tribal o incluso referirse a sí mismos como pequot) y disolvió efectivamente la nación pequot, y muchos sobrevivientes fueron ejecutados o asesinados, esclavizados y vendidos. Cientos de prisioneros fueron vendidos como esclavos a las Indias Occidentales; otros supervivientes fueron dispersados como cautivos a las tribus victoriosas. El resultado fue la eliminación de la tribu Pequot como entidad política viable en el sur de Nueva Inglaterra, y las autoridades coloniales la clasificaron como extinta. Sin embargo, los miembros de la tribu Pequot todavía viven hoy como una tribu reconocida a nivel federal.

### Masacre del pueblo Narragansett
La Gran masacre del Pantano fue cometida durante la Guerra del rey Felipe por la milicia colonial de Nueva Inglaterra contra la tribu Narragansett en diciembre de 1675. El 15 de diciembre de ese año, los guerreros Narraganset atacaron el Jireh Bull Blockhouse y mataron al menos a 15 personas. Cuatro días después, las milicias de las colonias inglesas de Plymouth, Connecticut y la Bahía de Massachusetts fueron conducidas a la ciudad principal de Narragansett en South Kingstown, Rhode Island. El asentamiento fue quemado, sus habitantes (incluidos mujeres y niños) asesinados o desalojados y la mayoría de las tiendas de invierno de la tribu destruidas. Se cree que al menos 97 guerreros Narragansett y entre 300 y 1.000 no combatientes murieron, aunque se desconocen las cifras exactas. La masacre fue un golpe crítico para la tribu Narragansett durante el período inmediatamente posterior a la masacre. Sin embargo, al igual que los pequot, el pueblo Narragansett continúa viviendo hoy como una tribu reconocida a nivel federal.

### Guerra francesa e indígena y guerra de Pontiac

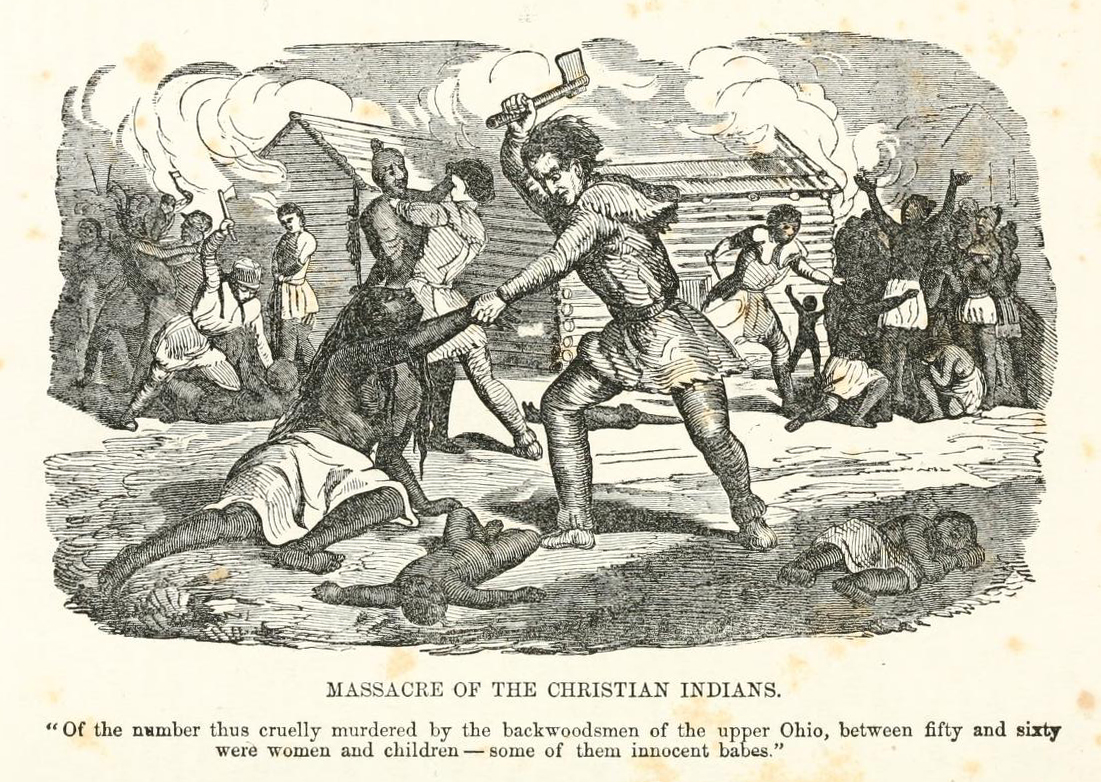
Grabado del de la masacre de Gnadenhutten.

El 12 de junio de 1755, durante la Guerra Francesa e India, el gobernador de Massachusetts, William Shirley, otorgó una recompensa de 40 libras esterlinas por el cuero cabelludo de un hombre indígena y de 20 libras esterlinas por el cuero cabelludo de mujeres indígenas o de niños menores de 12 años. En 1756, el teniente gobernador de Pensilvania, Robert Hunter Morris, en su declaración de guerra contra el pueblo Lenni Lenape (Delaware), ofreció «130 piezas de ocho, para el cuero cabelludo de cada enemigo indio masculino, mayor de doce años», y «50 piezas de ocho para el cuero cabelludo de cada mujer india, presentadas como prueba de su asesinato». Durante la Guerra de Pontiac, el coronel Henry Bouquet conspiró con su superior, Sir Jeffrey Amherst, para infectar a los nativos americanos hostiles mediante una guerra biológica con mantas de viruela.

## Limpieza étnica

### Doctrina del destino manifiesto

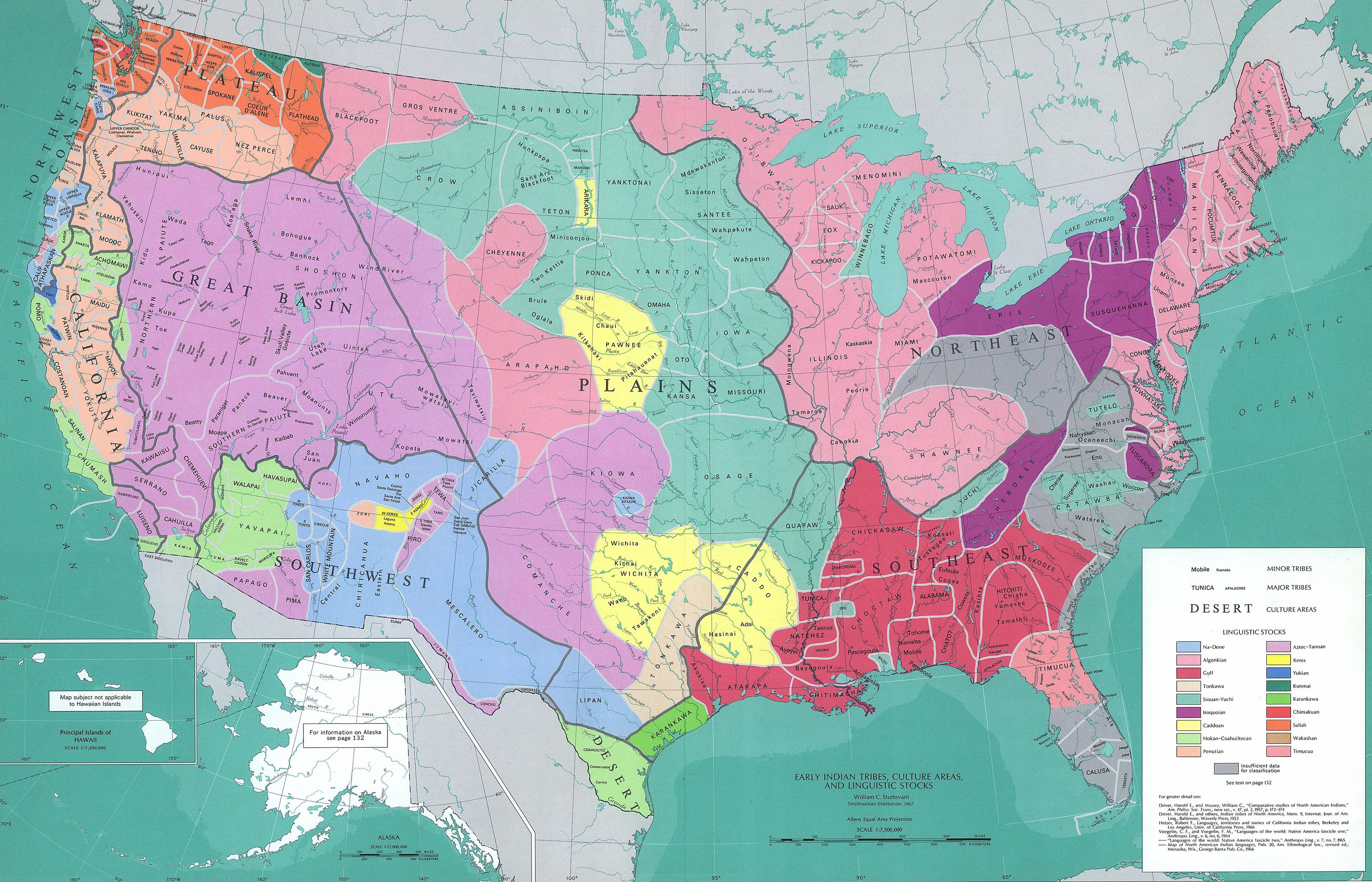
Los primeros territorios tribales de nativos estadounidenses codificados por colores por grupo lingüístico.

La doctrina del destino manifiesto tuvo graves consecuencias para los nativos estadounidenses, ya que la expansión continental implícitamente significó la ocupación y anexión de tierras nativas americanas, a veces para expandir la esclavitud. En última instancia, esto condujo a enfrentamientos y guerras con varios grupos de pueblos nativos a través de la expulsión de los indígenas. Estados Unidos continuó la práctica europea de reconocer sólo derechos limitados a la tierra de los pueblos indígenas. En una política formulada en gran parte por Henry Knox, Secretario de Guerra de la administración de Washington, el gobierno de Estados Unidos buscó expandirse hacia el oeste mediante la compra de tierras de nativos en tratados.
Sólo el gobierno federal podía comprar tierras indígenas, y esto se hizo mediante tratados con líderes tribales. La política nacional era que los indígenas se unieran a la sociedad estadounidense y se volvieran «civilizados», lo que significaba no más guerras con tribus vecinas ni incursiones contra colonos o viajeros blancos, y un cambio de la caza a la agricultura y la ganadería. Los defensores de los programas de civilización creían que el proceso de asentamiento de tribus nativas reduciría en gran medida la cantidad de tierra que necesitaban los nativos estadounidenses, haciendo que hubiera más tierra disponible para los estadounidenses blancos. Thomas Jefferson creía que los pueblos indígenas de América tenían que asimilarse y vivir como los blancos o, inevitablemente, ser dejados de lado por ellos. Una vez que Jefferson creyó que la asimilación ya no era posible, abogó por el exterminio o desplazamiento de los pueblos indígenas. Tras la expulsión forzosa de muchos pueblos indígenas, los estadounidenses creyeron cada vez más que las formas de vida de los nativos acabarían desapareciendo a medida que Estados Unidos se expandiera.
Como argumentó el historiador Reginald Horsman en su estudio Race and Manifest Destiny, la retórica racial aumentó durante la era del destino manifiesto. Los estadounidenses creían cada vez más que las formas de vida de los nativos americanos «desaparecerían» a medida que Estados Unidos se expandiera. Como ejemplo, esta idea se reflejó en el trabajo de uno de los primeros grandes historiadores de Estados Unidos, Francis Parkman, cuyo libro histórico La conspiración de Pontiac se publicó en 1851. Parkman escribió que después de la derrota francesa en la guerra franco-india, los indígenas estaban «destinados a derretirse y desaparecer ante el avance de las olas del poder angloamericano, que ahora avanzaba hacia el oeste sin control ni oposición». Parkman enfatizó que el colapso del poder indígena a finales del siglo XVIII había sido rápido y era un acontecimiento del pasado.
Mientras que algunas obras literarias, como las de James Fenimore Cooper, retrataban positivamente a los nativos americanos, otras no: Mark Twain, por ejemplo, fue abrumadoramente negativo en sus caracterizaciones y buscaba contrarrestar el tropo del «noble aborigenK en 1870 llegó incluso a escribir que el «Noble Hombre Rojo» era «nada más que un pobre vagabundo sucio, desnudo y escorbuto, a quien exterminar era una caridad para los insectos y reptiles más dignos del Creador a los que oprime».

### Sendero de lágrimas

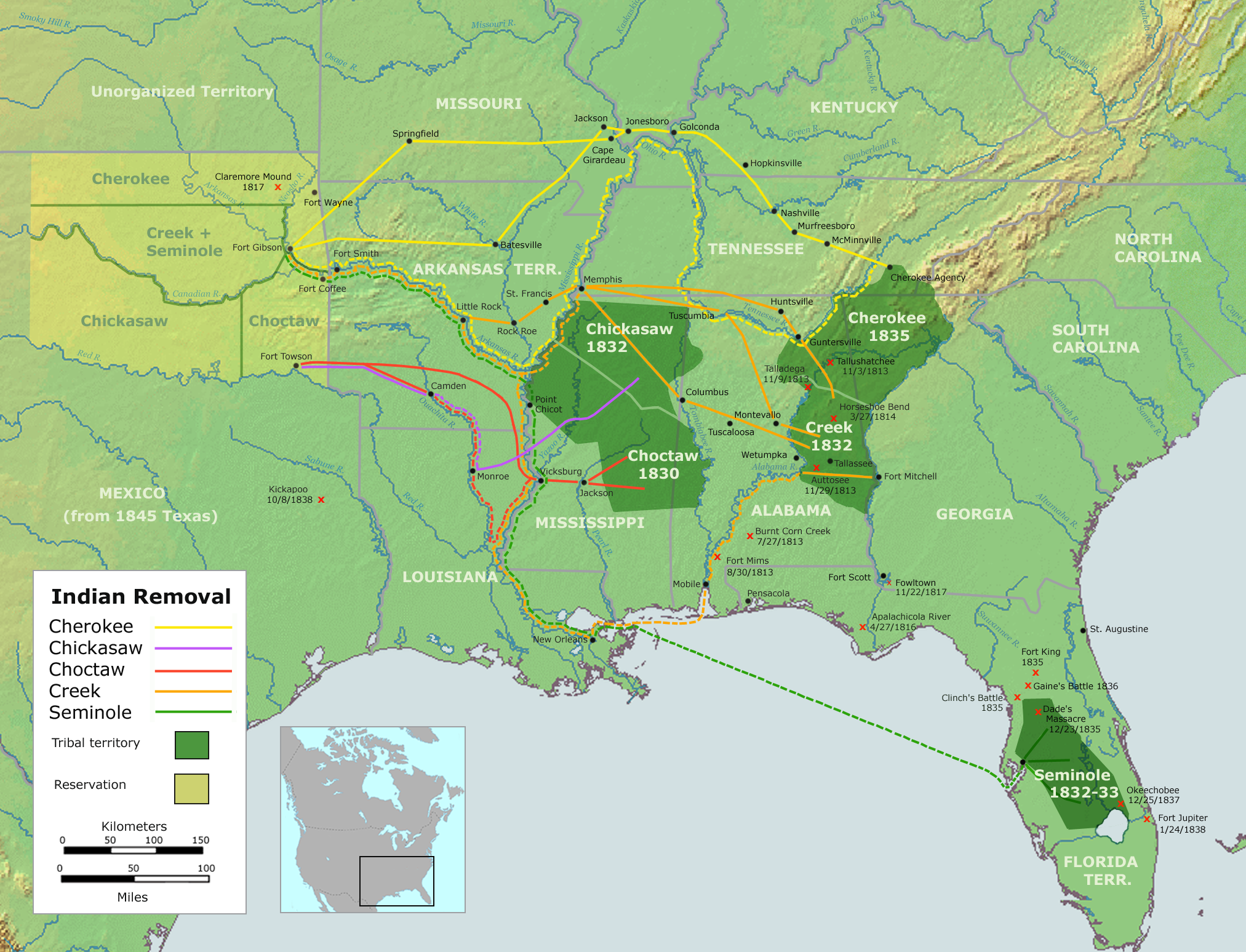
Gráfico que representa el Sendero de lágrimas.

El Sendero de lágrimas fue una limpieza étnica y desplazamiento forzado de aproximadamente 60.000 personas de las «Cinco Tribus Civilizadas» entre 1830 y 1850 por parte del gobierno de Estados Unidos. Como parte de la expulsión de los indígenas, miembros de las naciones Cherokee, Muscogee (Creek), Seminole, Chickasaw y Choctaw fueron expulsados por la fuerza de sus tierras ancestrales en el sureste de los Estados Unidos al recién designado territorio indígena al oeste del río Mississippi después del paso de la Ley de expulsión de indios de 1830. La expulsión de los Cherokee en 1838 (la última expulsión forzada al este del Mississippi) fue provocada por el descubrimiento de oro cerca de Dahlonega, Georgia, en 1828, lo que dio lugar a la fiebre del oro de Georgia. Los pueblos reubicados sufrieron exposición, enfermedades y hambre mientras se dirigían a su recién designada reserva india. Miles de personas murieron a causa de enfermedades antes de llegar a sus destinos o poco después. Algunos historiadores han dicho que el suceso constituyó un genocidio, aunque esta etiqueta sigue siendo un tema de debate.
Chalk y Jonassohn afirman que la deportación de la tribu Cherokee a lo largo del Sendero de lágrimas sería casi con certeza considerada hoy un acto de genocidio. La Ley de traslado forzoso de indios de 1830 provocó el éxodo. Alrededor de 17.000 cherokees, junto con aproximadamente 2.000 esclavos negros de propiedad cherokee, fueron expulsados de sus hogares. Historiadores como David Stannard y Barbara Mann han señalado que el ejército desvió deliberadamente la marcha de los Cherokee para pasar por áreas de una conocida epidemia de cólera, como Vicksburg. Stannard estima que durante la expulsión forzosa de sus países de origen, tras la Ley de traslado forzoso de indios promulgada por el presidente Andrew Jackson en 1830, murieron 8.000 cherokee, aproximadamente la mitad de la población total.

### Indiana
A lo largo de la primera mitad del siglo XIX, varios grupos de nativos estadounidenses como los Potawatomi y Miami fueron expulsados de sus tierras natales en Indiana en virtud de la Ley de Expulsión de Indios. Sólo el rastro de la muerte de Potawatomi provocó la muerte de más de 40 personas.

### Larga Caminata

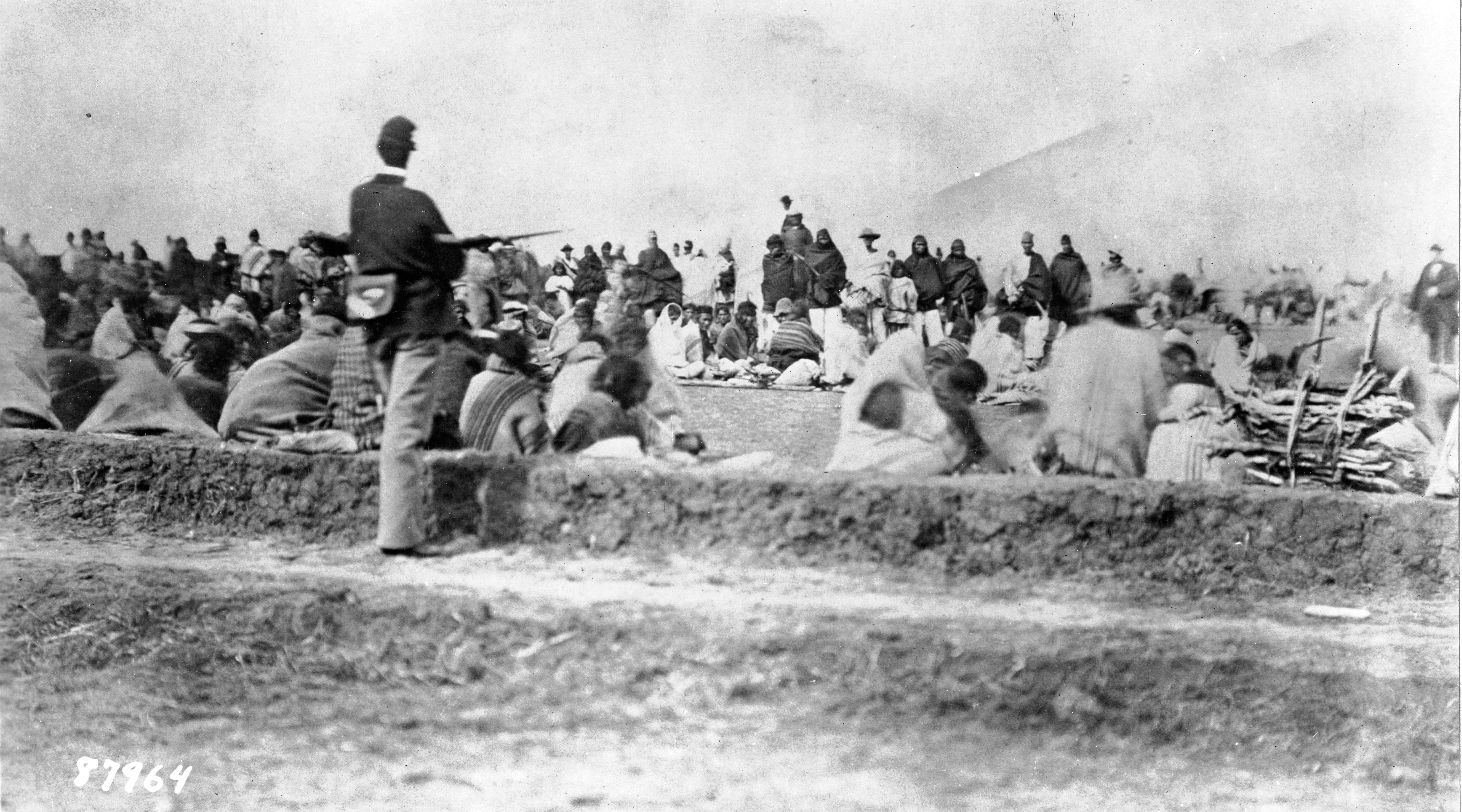
Un soldado estadounidense vigila al pueblo navajo durante la Larga Caminata.

La Larga Caminata de los Navajo, también llamada Larga Caminata al Bosque Redondo (en navajo: Hwéeldi), fue la deportación y limpieza étnica del pueblo navajo en 1864 por parte del gobierno federal de los Estados Unidos. Los navajos se vieron obligados a caminar desde sus tierras en el territorio occidental de Nuevo México (la actual Arizona) hasta Bosque Redondo en el este de Nuevo México. Entre agosto y agosto se produjeron unas 53 marchas forzadas entre 1864 y finales de 1866. Algunos antropólogos afirman que el «trauma colectivo de la Larga Caminata... es fundamental para el sentido de identidad de los navajos contemporáneos como pueblo».

### Éxodo Yavapai
En 1886, muchos miembros del grupo étnico Yavapai se unieron a las campañas del ejército estadounidense, como exploradores, contra Gerónimo y otros apaches chiricahua. Las guerras terminaron con el traslado de los Yavapai y los Tonto de la Reserva Camp Verde a San Carlos el 27 de febrero de 1875, ahora conocido como el Día del Éxodo. 1.400 fueron reubicados en estos viajes y durante el transcurso de la reubicación, los Yavapai no recibieron vagones ni paradas de descanso. Los Yavapai fueron golpeados con látigos a través de ríos de nieve derretida en los que muchos se ahogaron; cualquier Yavapai que se quedara atrás era dejado atrás o fusilado. La marcha provocó 375 muertos.

### Sistema de reservas
Las políticas de expulsión de los nativos llevaron al actual sistema de reservas diarias que asignaba territorios a tribus individuales. Según la académica Dina Gilio-Whitaker, «los tratados también crearon reservas que confinarían a los pueblos nativos en territorios más pequeños de lo que habían estado acostumbrados durante milenios, disminuyendo su capacidad para alimentarse». Según el autor y académico David Rich Lewis, estas reservas tenían densidades de población mucho más altas que las tierras indígenas. Como resultado, «la consolidación de los pueblos nativos en el siglo XIX permitió que enfermedades epidémicas arrasaran sus comunidades». Además de esto, «como resultado de los cambios en los patrones y entornos de subsistencia, contribuyó a una explosión de enfermedades relacionadas con la dieta, como diabetes, deficiencias de vitaminas y minerales, cirrosis, obesidad, enfermedades de la vesícula biliar, hipertensión y enfermedades cardíacas».
Una vez que sus territorios fueron incorporados a los Estados Unidos, a los nativos estadounidenses supervivientes se les negó la igualdad ante la ley y, a menudo, se les trató como pupilos del estado. Muchos nativos fueron trasladados a reservas, que constituyen el 4% del territorio estadounidense. En varios casos se violaron tratados firmados con nativos. Decenas de miles de nativos americanos y nativos de Alaska se vieron obligados a asistir a un sistema de escuelas residenciales que buscaba reeducarlos en los valores, la cultura y la economía estadounidenses de los colonos blancos.

## Campañas genocidas
Stacie Martin afirma que Estados Unidos no ha sido amonestado legalmente por la comunidad internacional por actos genocidas contra su población indígena, pero muchos historiadores y académicos describen eventos como la masacre de Mystic, el Sendero de las Lágrimas, la masacre de Sand Creek y la Guerra de Mendocino como de naturaleza genocida.
Roxanne Dunbar-Ortiz afirma que la historia de Estados Unidos, así como el trauma indígena heredado, no se pueden entender sin abordar el genocidio que Estados Unidos cometió contra los pueblos indígenas. Desde el período colonial hasta la fundación de los Estados Unidos y continuando en el siglo XX, esto ha implicado tortura, terror, abuso sexual, masacres, ocupaciones militares sistemáticas, expulsiones de pueblos indígenas de sus territorios ancestrales mediante políticas de expulsión de indígenas, expulsión forzada de niños nativos americanos a internados, asignación y una política de despido.
Las cartas intercambiadas entre Bouquet y Amherst durante la Guerra de Pontiac muestran a Amherst escribiendo a Bouquet que los indígenas necesitaban ser exterminados: «Harías bien en intentar inocular a los indios mediante mantas, así como en probar cualquier otro método que puede servir para extirpar esta raza execrable». Los historiadores consideran esto como evidencia de una intención genocida por parte de Amherst, así como parte de una actitud genocida más amplia frecuentemente mostrada contra los nativos durante la colonización europea de América. Cuando la viruela arrasó las llanuras del norte de los EE. UU. en 1837, el secretario de Guerra de los EE. UU., Lewis Cass, ordenó que ningún mandan (junto con los arikara, los cree y los blackfeet) recibiera vacunas contra la viruela, que se proporcionaron a otras tribus en otras áreas.
El historiador Jeffrey Ostler describe la matanza de cheyennes por parte de la milicia territorial de Colorado en Sand Creek (1864) y la matanza de shoshones por parte del ejército en Bear River (1863), Blackfeet en el río Marias (1870) y Lakotas en Wounded Knee (1890) como «masacres genocidas».

### California

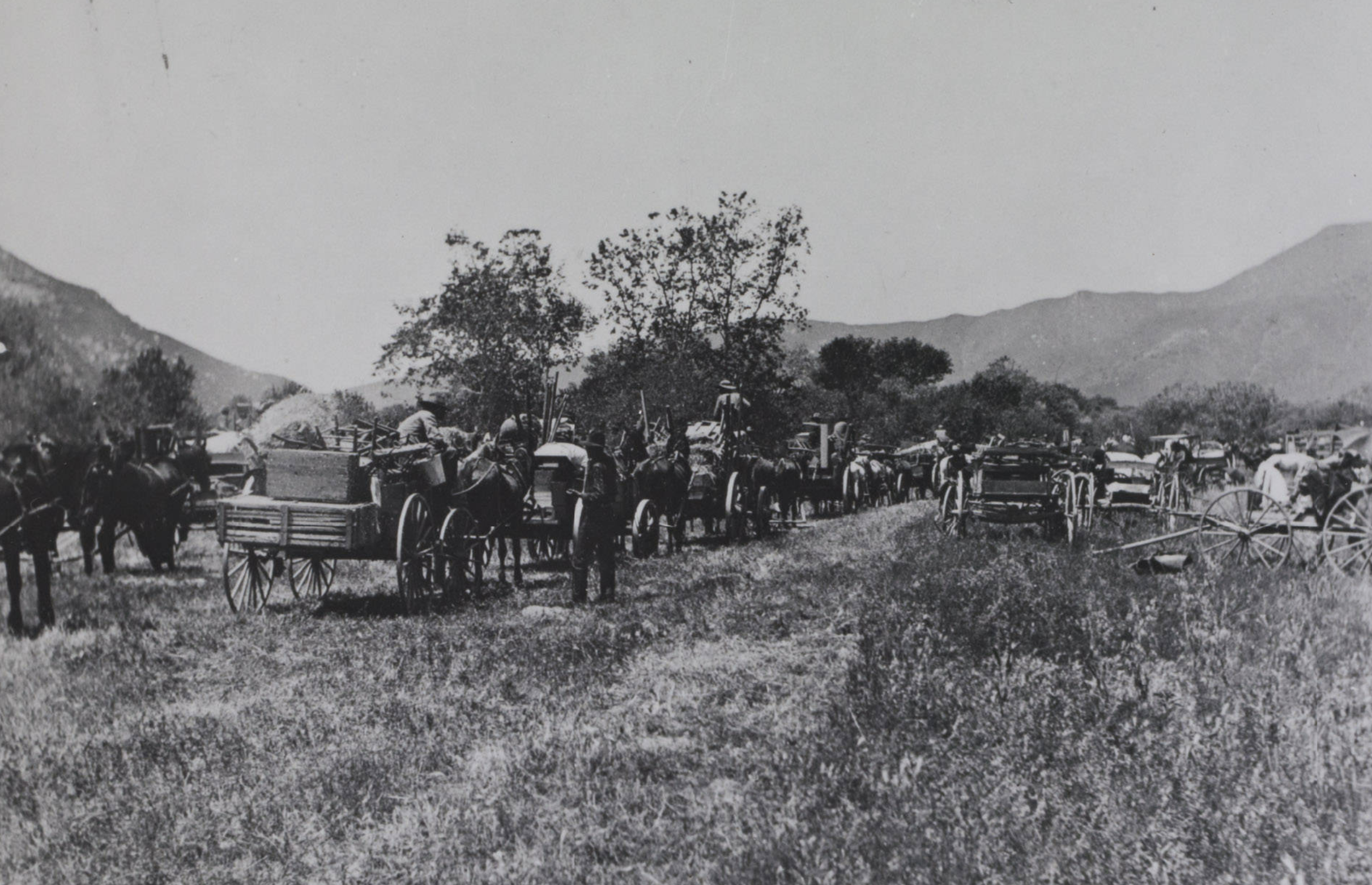
Traslado de población del Cupeño.

En 1849 de Yuki, debido a una serie de epidemias, el número había disminuido a 150.000. Pero desde 1849 y hasta 1890 la población indígena de California había caído por debajo de los 20.000, principalmente debido a las matanzas. Al menos 4.500 indígenas de California fueron asesinados entre 1849 y 1870, mientras que muchos más perecieron debido a enfermedades y hambre. También secuestraron y vendieron como esclavos a 10.000 indígenas. En un discurso ante representantes de los pueblos nativos estadounidenses en junio de 2019, el gobernador de California, Gavin Newsom, pidió disculpas por el genocidio. Newsom dijo: «Eso es lo que fue, un genocidio. No hay otra forma de describirlo. Y así es como debe describirse en los libros de historia».
Los blancos cazaban indígenas adultos en las montañas, secuestraban a sus hijos y los vendían como aprendices por tan sólo 50 dólares. Los indígenas no podían presentar quejas ante los tribunales debido a otro estatuto de California que establecía que «ningún indio, negro o mulato podía presentar pruebas a favor o en contra de una persona blanca». Un contemporáneo escribió: «Los mineros son a veces culpables de los actos más brutales con los indios... He notado incidentes que harían llorar a la humanidad y los hombres repudiarían su raza».

### Guerras Indias

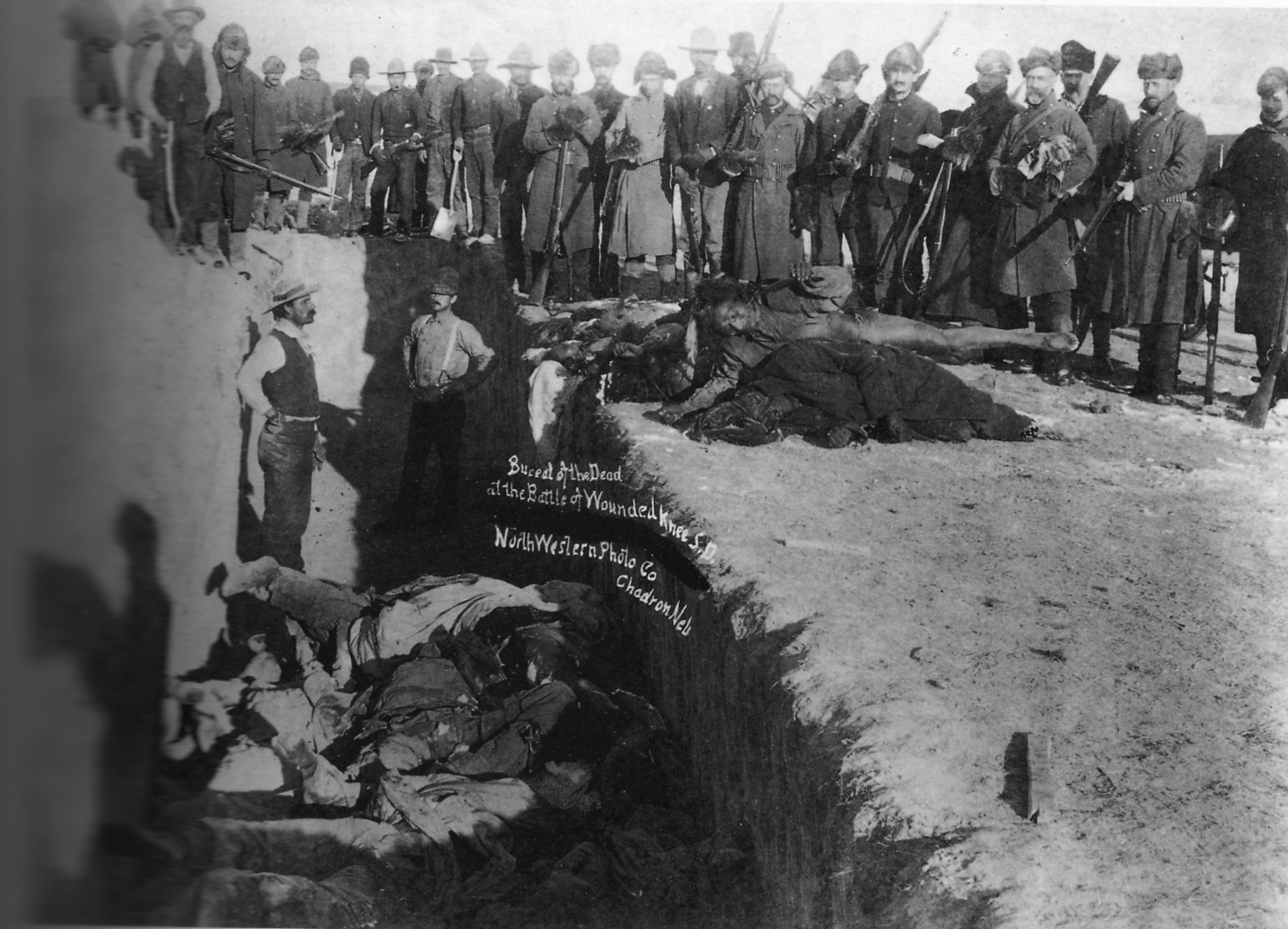
Una fosa común para los cuerpos congelados de la masacre de Wounded Knee de 1890, en la que el ejército estadounidense mató a 150 lakotas, marcando el final de las Guerras Indias.

Durante las Guerras Indias, el ejército estadounidense llevó a cabo una serie de masacres y reubicaciones forzadas de pueblos indígenas que a veces se consideran genocidio. Jeffrey Ostler, profesor Beekman de Historia del Noroeste y el Pacífico en la Universidad de Oregón, afirmó que la guerra contra los nativos americanos «fue una guerra genocida». Xabier Irujo, profesor de estudios sobre genocidio en la Universidad de Nevada, Reno, afirmó que «el costo de vidas humanas en las guerras contra las naciones nativas entre 1848 y 1881 fue horrible». Los conflictos notables en este período incluyen la Guerra de Dakota, la Gran Guerra Sioux, la campaña Comanche, la Guerra de la Serpiente y la Guerra de Colorado. Estos conflictos ocurrieron en los Estados Unidos desde la época de los primeros asentamientos coloniales en el siglo XVII hasta finales del siglo XIX. Las guerras fueron el resultado de varios factores, siendo el más común el deseo de los colonos y los gobiernos por las tierras de las tribus indígenas.
La masacre de Sand Creek de 1864, que causó indignación en su época, ha sido considerada un genocidio. El coronel John Chivington dirigió una fuerza de 700 hombres de la milicia del Territorio de Colorado en una masacre de 70 a 163 pacíficos cheyenne y arapaho, aproximadamente dos tercios de los cuales eran mujeres, niños y bebés. Chivington y sus hombres tomaron cueros cabelludos y otras partes del cuerpo como trofeos, incluidos fetos humanos y genitales masculinos y femeninos. Chivington declaró: «¡Maldito sea cualquier hombre que simpatice con los indios!... He venido a matar indios, y creo que es correcto y honorable utilizar cualquier medio bajo el cielo de Dios para matar indios... Matar y arrancar el cuero cabelludo a todos, grandes y pequeños; las liendres producen piojos».

## Genocidio cultural

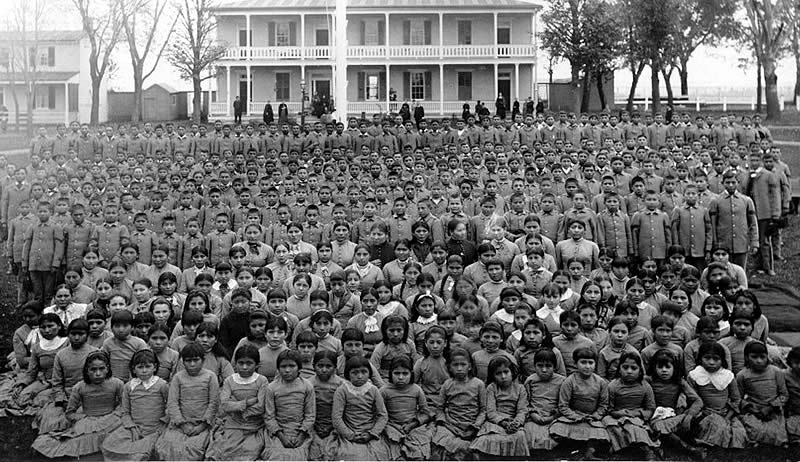
Alumnos de la Carlisle Indian Industrial School, Pensilvania (c. 1900).

En referencia al colonialismo en Estados Unidos, Raphael Lemkin afirmó que la «esclavitud colonial de los nativos americanos fue un genocidio cultural». También afirmó que el colonialismo en los Estados Unidos comprendía un «método eficaz y exhaustivo para destruir una cultura y desocializar a los seres humanos». Lemkin trazó una distinción entre «cambio cultural y genocidio cultural». Definió el primero como un proceso lento y gradual de transición a nuevas situaciones, y vio el segundo como el resultado de un cambio radical y violento que requería «el objetivo premeditado de quienes cometían genocidio cultural». Lemkin creía que el genocidio cultural ocurre sólo cuando hay «operaciones quirúrgicas sobre culturas y asesinatos deliberados de civilizaciones».
Según Vincent Schilling, muchas personas son conscientes de las atrocidades históricas que se cometieron contra su pueblo, pero existe una «gran cantidad de malentendidos sobre la historia de los nativos americanos y los pueblos de las Primeras Naciones». Añadió que los nativos americanos también han sufrido un «genocidio cultural» debido a los efectos residuales de la colonización.
La experiencia nativa americana en Estados Unidos se ha definido como una desintegración física y cultural. Ese hecho queda claro cuando se examina cómo se utilizaron la ley y el colonialismo como herramientas de genocidio, tanto física como culturalmente. Según Luana Ross, la suposición de que la ley (una construcción euroamericana) y su administración tienen prejuicios contra grupos particulares de individuos es fundamental para comprender la criminalidad de los nativos americanos y las experiencias de los nativos encarcelados. Por ejemplo, en Georgia, la ley de 1789 permitió la masacre indiscriminada de indígenas creek al proclamarlos fuera de la protección del Estado. Aparte de la aniquilación física, el Estado promovió la aculturación mediante la introducción de leyes que limitaban los derechos de propiedad de la tierra a los indígenas que habían abandonado la ciudadanía tribal.
A lo largo de la redacción de la Convención sobre Genocidio, Estados Unidos se opuso rotundamente a la adición del genocidio cultural, e incluso amenazó con bloquear la aprobación del tratado si se incluía el genocidio cultural en el texto final.

### Asimilación forzada

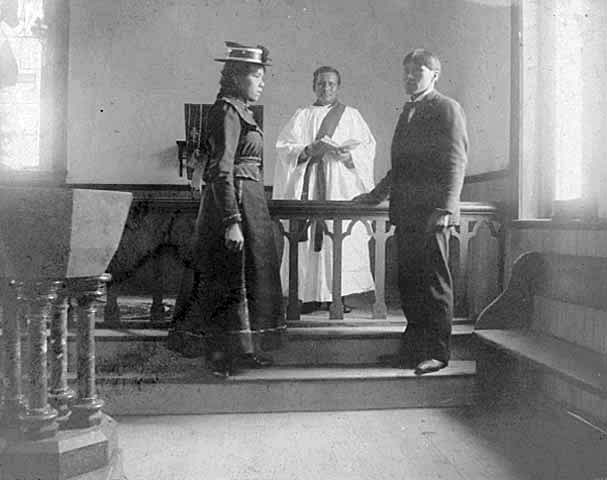
Mujer joven y hombre joven de pie en el altar de una iglesia con un sacerdote.

El sistema de internados nativos americanos fue un programa de 150 años y una política federal que separaba a los niños indígenas de sus familias y buscaba asimilarlos a la sociedad blanca. Comenzó a principios del siglo XIX, coincidiendo con el inicio de las políticas de expulsión de indígenas. El 11 de mayo de 2022 se publicó un informe de investigación de la iniciativa federal de internados indígenas, que reconocía oficialmente el papel del gobierno federal en la creación y perpetuación de este sistema. Según el informe, el gobierno federal de Estados Unidos operó o financió más de 408 internados en 37 estados entre 1819 y 1969. En total se identificaron 431 internados, muchos de los cuales estaban gestionados por instituciones religiosas.
El informe describió el sistema como parte de una política federal destinada a erradicar la identidad de las comunidades indígenas y confiscar sus tierras. El abuso era generalizado en las escuelas, al igual que el hacinamiento, la desnutrición, las enfermedades y la falta de atención sanitaria adecuada. El informe documentó más de 500 muertes infantiles en 19 escuelas, aunque se estima que el número total podría ascender a miles, y posiblemente incluso a decenas de miles. Se descubrieron sitios de enterramiento marcados o no en 53 escuelas. El sistema escolar ha sido calificado de genocidio cultural y deshumanización racista.

## Feminicidios

### Desapariciones y asesinatos

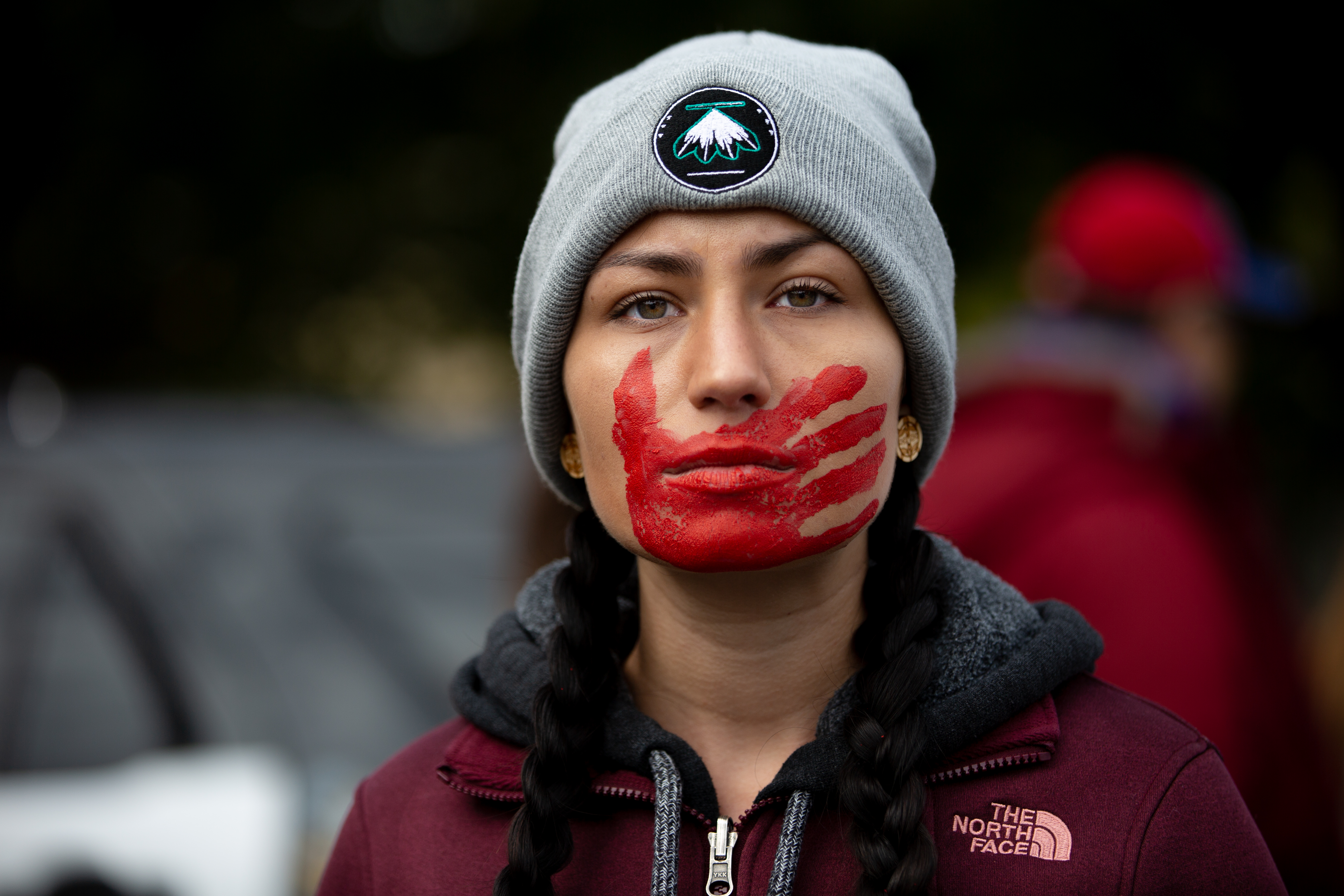
Mujer protestando por MMIW en Rochester, Minnesota.

En Estados Unidos, las mujeres nativas americanas tienen más del doble de probabilidades de sufrir violencia que cualquier otro grupo demográfico. Una de cada tres mujeres indígenas es agredida sexualmente durante su vida, y el 67% de estas agresiones son perpetradas por agresores no nativos. Según una investigación del Instituto Nacional de Justicia, se descubrió que las mujeres indígenas estadounidenses tienen 1,2 veces más probabilidades de sufrir violencia durante su vida, 1,8 veces más probabilidades de ser víctimas de acoso y 1,7 veces más probabilidades de sufrir ser víctimas de violencia en el último año en comparación con la población blanca no hispana. Lisa Brunner, directora ejecutiva de la Primera Coalición Nacional de los Espíritus Sagrados, afirma: «Lo que sucedió a través de las leyes y políticas federales de los EE. UU. es que crearon tierras de impunidad donde esto es como un patio de recreo para violadores en serie, agresores, asesinos, quienesquiera que sean, y nuestros niños no están protegidos. en absoluto».

### Esterilización
En 1970 se aprobó la Ley de Servicios de Planificación Familiar e Investigación de la Población, que subsidiaba las esterilizaciones de pacientes que recibían atención médica a través del Servicio de Salud Indígena. En los seis años posteriores a la aprobación de la ley, se estima que el 25% de las mujeres nativas americanas en edad fértil fueron esterilizadas. Algunos de los procedimientos se realizaron bajo coerción o sin comprensión por parte de las esterilizadas. En 1977, Marie Sánchez, jueza tribal jefe de la Reserva Indígena Cheyenne del Norte, dijo ante la Convención de las Naciones Unidas sobre Derechos Indígenas en Ginebra que las mujeres nativas americanas sufrían esterilización involuntaria que ella equiparaba con el genocidio moderno.
Después de las protestas de Sánchez y otras mujeres nativas, el gobierno federal adoptó regulaciones que protegían contra la esterilización involuntaria, incluidos formularios de consentimiento de esterilización. Los investigadores cuestionan la eficacia de estas regulaciones. Hay casos de mujeres nativas que supuestamente fueron engañadas para que firmaran formularios de consentimiento. Desde la aprobación de la Ley de Mejora de la Atención Médica Indígena de 1976, la soberanía indígena ha aumentado y las esterilizaciones han disminuido.

## Memoria y legado
Hasta la fecha, Estados Unidos no ha creado ninguna comisión de la verdad ni ha construido un monumento al genocidio de los pueblos indígenas. No reconoce ni compensa la violencia histórica contra los nativos estadounidenses que ocurrió durante la expansión territorial hacia la costa oeste. Los museos como la Institución Smithsonian no dedican una sección al genocidio. En 2013, el Congreso Nacional de Indígenas Estadounidenses aprobó una resolución para crear un espacio para el Museo Nacional del Holocausto de los Indígenas Americanos dentro del Smithsonian, pero fue ignorada por este último.

### Historiografía
El historiador estadounidense Ned Blackhawk dijo que las historiografías nacionalistas han sido formas de negación que borran la historia de destrucción de la expansión colonial europea. Blackhawk dijo que ha surgido casi un consenso de que el genocidio contra algunos pueblos indígenas tuvo lugar en América del Norte después de la colonización.
En An American Genocide, Benjamin Madley sostiene que la resistencia indígena a las campañas genocidas ha dado lugar a que estas campañas se describan incorrectamente como guerras o batallas, en lugar de masacres genocidas.
David Moshman, profesor de la Universidad de Nebraska-Lincoln, destacó la falta de conciencia del público estadounidense, afirmando: «Las naciones de las Américas siguen prácticamente ajenas a su surgimiento de una serie de genocidios que fueron dirigidos deliberadamente y lograron eliminando cientos de culturas indígenas».